# 1868 في اليابان
فيما يلي قوائم الأحداث التي وقعت خلال عام 1868 في اليابان.

## أحداث
- 1 يناير – استعراش مييجي

## مواليد

### يناير
- 18 يناير – كانتارو سوزوكي

### فبراير
- 14 فبراير – كيسوكه أوكادا

### نوفمبر
- 10 نوفمبر – غيشن فوناكوشي لاعب كاراتيه ياباني.

## وفيات

### يوليو
- 19 يوليو – أوكيتا سوجي (مواليد 1844) ساموراي ياباني.